# Rimicola dimorpha
Rimicola dimorpha is een straalvinnige vissensoort uit de familie van schildvissen (Gobiesocidae). De wetenschappelijke naam van de soort is voor het eerst geldig gepubliceerd in 1955 door Briggs.